# Eladia Blázquez
Eladia Blázquez (Gerli, 24 de febrero de 1931-Buenos Aires, 31 de agosto de 2005) fue una cantante y compositora argentina de tango y otros géneros nativos, considerada una leyenda de la música de su país y autora de himnos como Honrar la vida, Con las alas del alma y Argentina primer mundo .

## Historia
Hija de una humilde familia, Eladia nació el 24 de febrero de 1931 en Gerli. En 1970 grabó su primer disco de tango, irrumpiendo en el machismo tanguero cuando este género se encontraba en plena crisis. Además de cantante, compositora y autora, se consagró como pianista y guitarrista.
Escribió dos libros: Mi ciudad y mi gente y Buenos Aires cotidiana. También varias letras para los folkloristas Ramona Galarza y Los Fronterizos. Fue nombrada «Hija dilecta de la ciudad de Avellaneda» en 1988 y «Ciudadana ilustre de Buenos Aires» en 1992. La apodaban «la Discépolo con polleras», debido a su gran talento para escribir. Sin embargo, durante su carrera fue muy criticada por los puristas tangueros, quienes la acusan de ser irregular respecto a la calidad de sus piezas musicales.
Compuso temas de variados estilos, los que contaron siempre con intérpretes de primer nivel. Primero fue la canción española, luego la melódica y sudamericana; más tarde, el folklore, y finalmente la atraparon el tango y la balada.
Dentro del folklore, compuso la zamba Al viejo río Paraná.
Entre sus canciones más populares encontramos «El corazón al sur», «Sueño de barrilete», «Mi ciudad y mi gente», «Honrar la vida», «Que vengan los bomberos», «Bien nosotros», «A un semejante», «Si te viera Garay», «Viejo Tortoni», «Con las alas del alma», «Si Buenos Aires no fuera así», «Somos como somos», «Sin piel», «Prohibido prohibir», «Si somos gente» y «Convencernos». Puso letra al famoso tango instrumental de Astor Piazzolla «Adiós Nonino». Su canción «Domingos de Buenos Aires» es utilizada por el relator Víctor Hugo Morales como apertura de sus transmisiones deportivas. La letra tiene algunas modificaciones que evocan al periodista y al fútbol. 
Recibió el Premio Konex de Platino en 1995 y en 2005, ambos como mejor autor/compositor de tango de la década en la Argentina.
Murió el 31 de agosto de 2005, en la clínica Bazterrica, ubicada en la ciudad de Buenos Aires, a los 74 años, debido a un cáncer terminal que padecía desde hacía varios años.

## Discografía
- Buenos Aires y yo (RCA Victor, 1970)
- Yo la escribo y yo la vendo (Azur, 1973)
- ¿Somos o no somos? (Phono Musical Argentina, S. A., 1974)
- Si te viera Garay (EMI Odeón, 1980)
- Honrar la vida (EMI Odeón, 1980)
- Eladia (EMI Odeón, 1981)
- Eladia de Buenos Aires (EMI Odeón, 1986)
- Retratos sonoros (año desconocido)
- Mercado (1992)
- Con las alas del alma (Distribuidora Belgrano Norte, 1995)
- La mirada (Distribuidora Belgrano Norte, 1998)
- Grandes éxitos (EMI Odeón, 2004)
- Eladia Blázquez (EMI Odeón, Página/12, 2005)